# 石川県道296号三木塩屋線
石川県道296号三木塩屋線（いしかわけんどう296ごう みきしおやせん）は、石川県加賀市内を通る一般県道（石川県道）である。

## 路線概要
- 起点：石川県加賀市三木町58番地先（＝三木交差点、国道305号（国道365号、石川県道5号福井加賀線と重複）交点、石川県道61号加賀インター線終点）
- 終点：石川県加賀市塩屋町イ4番1地先（＝塩屋大橋詰交差点、石川県道117号塩屋港線交点）

起点から大聖寺川を三木大橋で渡り、300mほど北に進み、上木町交差点で西に折れる。その後、砂丘を上下して、終点の塩屋大橋詰交差点に至る。

## 歴史
- 1960年（昭和35年）10月15日：「県道熊坂塩屋線」として、加賀市熊坂町から同市塩屋町の区間を路線認定。
- 1994年（平成6年）4月1日：「石川県道熊坂塩屋線」のうち、加賀市熊坂町から同市三木町の区間を主要地方道に昇格し、石川県道61号加賀インター線として分割。残りの区間を「石川県道296号三木塩屋線」として新たに路線認定。

## 通過する自治体
- 石川県
  - 加賀市

## 接続道路
- 国道305号（国道365号、石川県道5号福井加賀線と重複）、石川県道61号加賀インター線（加賀市三木町・三木交差点：起点）
- 石川県道140号上木中町線（加賀市大聖寺上木町・上木町交差点）
- 石川県道117号塩屋港線（加賀市塩屋町・塩屋大橋詰交差点：終点）